# Облога Сиракуз (214—212 до н. е.)
Облога Сиракуз — кількарічна військова операція римської республіки проти грецького міста-колонії Сиракузи, яка була союзником Карфагена. Тривала поміж 214—212 рр. до н. е.

## Передумови
Під час правління Гієрона II між Сиракузами ти Римом діяв мирний договір. З початком Другої Пунічної війни Сиракузи зберігали проримську позицію, пам'ятаючи про поразку в Першій Пунічній війні.
Проте після поразки римлян в битві при Каннах їх позиції на півдні Італії та Сицилії похитнулись. Багато міст та племен перейшли на сторону Карфагену. В Сиракузах також перемогла прокарфагенська партія. Новий правитель, Гієронім, перейшов на сторону Карфагену та захопив місто Леонтіни.
Під час відносного затишшя у війні Марк Клавдій Марцелл вирушив до Сицилії, де завдав ряд поразок сираузцям та карфагенянам.

## Облога

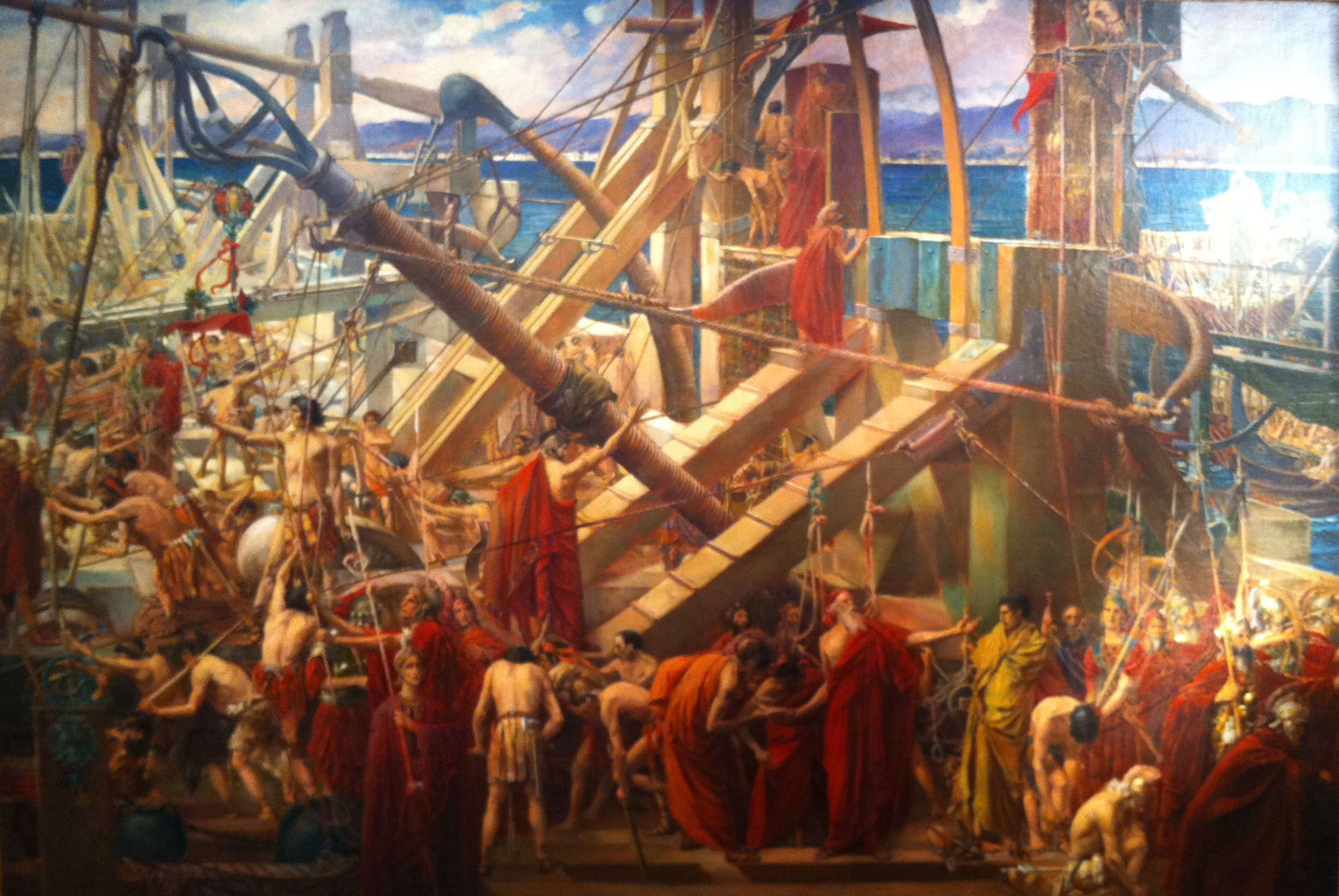
«Архімед керує обороною Сиракуз»
Томас Ральф Спенс, (1895).

Протягом року спроби Марцелла взяти штурмом Сиракузи були марними. Обороною керував талановитий воєначальник Гіппократ Карфагенянин.
Укріплення Сиракуз були оснащені одними з найкращих тогочасними інженерними спорудами (катапультами, балістами), які сконструював Архімед.
За легендою, йому вдалось спалити римський флот за допомогою дзеркал, або мідних щитів, натертих до дзеркального блиску, скерувавши сфокусоване відбите сонячне світло на римські кораблі.
Врешті-решт, у 212 році до н. е. римляни змогли пробити шлях у зовнішнє місто. Атака була приурочена до свята. Під час штурму Архімед був убитий римським солдатом, незважаючи на наказ Марцелла залишити Архімеда в живих.
Облога тривала ще 8 місяців. Марцелл одне за одним відвойовував укріплення внутрішнього міста та цитаделі, і врешті-решт здолав гарнізон Сиракуз. Багато у чому успіх Марцелла став можливий завдяки зраді Мерика, який провів римських солдат у місто.

## Наслідки
Здобувши Сиракузи, римляни остаточно утвердилися на Сицилії. Цим було відрізано Ганнібала від головних баз тилового забезпечення. В цілому Карфаген втратив контроль над своєю житницею та осередків торгівлі. В подальшому це привело Рим до гегемонії в усьому Середземномор’ї. 
В підкорених Сиракузах римляни тісно стикнулися з грецькою культурою. За свідченням історика Лівія (що жив через двісті років) з Сиракуз було награбовано багато культурних цінностей. Тут почав формуватися сплав грецької та римської культури та виникла тривала мода заможних римлян на грецькі вироби та ідеї. 